# 格林希爾資本
格林希爾資本（英語：Greensill Capital）是一家设在英国和澳大利亚的金融服务公司。它专注于提供供应链融资和相关服务。该公司由Lex Greensill于2011年创立。它在2021年3月8日申请了破产保护 。

## 公司歷史
该公司成立于2011年，最初专注于供应链融资。此后，该公司实進行收入来源的多样化，包括通过其德国子公司Greensill银行（de）提供传统的银行服务、购买其他公司的债务來发行债券，并通过与包括瑞士信贷在内的合作机构管理基金。
美国私募股权公司General Atlantic于2018年向格林希尔投资了2.5亿美元。
2019年初，软银通过其愿景基金(Vision Fund)向该公司投资了8亿美元。这项投资使格林希尔资本得以迅速扩张，其员工人数从2019年年底的500人增加到2021年初的1000多人。由于软银的投资，格林希尔资本推迟考虑其他筹资方案，如首次公开募股 (IPO)。 2020年底，该公司开始寻求其他投资者，目标是筹集5亿至6亿美元，随后在两年内完成IPO。为了实现其目标，该公司同意其董事会的命令，出售其所有四架飞机，其中包括一架湾流650。
2021年3月初，格林希尔资本申请破产保护。瑞士信貸集團旗下的一個基金因此而產生4.4億美元的損失。2022年8月，瑞士信貸集團就此入稟控告軟銀集團。